# هواپیماربایان در حمله‌های ۱۱ سپتامبر
هواپیماربایان در حمله‌های ۱۱ سپتامبر (انگلیسی: Hijackers in the September 11 attacks) ۱۹ مرد بودند که با گروه اسلامگرای شبه‌نظامی القاعده وابسته بودند.

### هواپیماربایان
| پرواز                             | نام                  | سن | ملیت              |
| --------------------------------- | -------------------- | -- | ----------------- |
| پرواز شماره ۱۱ امریکن ایرلاینز    | محمد عطا             | ۳۳ | مصر               |
| پرواز شماره ۱۱ امریکن ایرلاینز    | عبدالعزیز العمری     | ۲۲ | عربستان سعودی     |
| پرواز شماره ۱۱ امریکن ایرلاینز    | وائل الشهری          | ۲۸ | عربستان سعودی     |
| پرواز شماره ۱۱ امریکن ایرلاینز    | ولید الشهری          | ۲۲ | عربستان سعودی     |
| پرواز شماره ۱۱ امریکن ایرلاینز    | سطام السقامی         | ۲۵ | عربستان سعودی     |
| پرواز شماره ۱۷۵ یونایتد ایرلاینز  | مروان شحی            | ۲۳ | امارات متحده عربی |
| پرواز شماره ۱۷۵ یونایتد ایرلاینز  | en:Fayez Banihammad  | ۲۴ | امارات متحده عربی |
| پرواز شماره ۱۷۵ یونایتد ایرلاینز  | en:Mohand al-Shehri  | ۲۲ | عربستان سعودی     |
| پرواز شماره ۱۷۵ یونایتد ایرلاینز  | en:Hamza al-Ghamdi   | ۲۰ | عربستان سعودی     |
| پرواز شماره ۱۷۵ یونایتد ایرلاینز  | en:Ahmed al-Ghamdi   | ۲۲ | عربستان سعودی     |
| پرواز شماره ۷۷ امریکن ایرلاینز    | en:Hani Hanjour      | ۲۹ | عربستان سعودی     |
| پرواز شماره ۷۷ امریکن ایرلاینز    | en:Khalid al-Mihdhar | ۲۶ | عربستان سعودی     |
| پرواز شماره ۷۷ امریکن ایرلاینز    | en:Majed Moqed       | ۲۴ | عربستان سعودی     |
| پرواز شماره ۷۷ امریکن ایرلاینز    | en:Nawaf al-Hazmi    | ۲۵ | عربستان سعودی     |
| پرواز شماره ۷۷ امریکن ایرلاینز    | en:Salem al-Hazmi    | ۲۰ | عربستان سعودی     |
| پرواز شماره ۹۳ خطوط هوایی یونایتد | زیاد جراح            | ۲۶ | لبنان             |
| پرواز شماره ۹۳ خطوط هوایی یونایتد | en:Ahmed al-Haznawi  | ۲۰ | عربستان سعودی     |
| پرواز شماره ۹۳ خطوط هوایی یونایتد | en:Ahmed al-Nami     | ۲۴ | عربستان سعودی     |
| پرواز شماره ۹۳ خطوط هوایی یونایتد | en:Saeed al-Ghamdi   | ۲۱ | عربستان سعودی     |

| ملیت              | تعداد |
| ----------------- | ----- |
| عربستان سعودی     | ۱۵    |
| امارات متحده عربی | ۲     |
| مصر               | ۱     |
| لبنان             | ۱     |

| سن | تعداد |
| -- | ----- |
| ۲۰ | ۳     |
| ۲۱ | ۱     |
| ۲۲ | ۴     |
| ۲۳ | ۱     |
| ۲۴ | ۳     |
| ۲۵ | ۲     |
| ۲۶ | ۲     |
| ۲۸ | ۱     |
| ۲۹ | ۱     |
| ۳۳ | ۱     |

## هواپیماهای ربوده‌شده

### پرواز شماره ۱۱ امریکن ایرلاینز: یک برج تجارت جهانی، برج شمالی
هواپیماربایان: محمد عطا (مصری)، en:Abdulaziz al-Omari (عربستانی)، en:Wail al-Shehri (عربستانی)، en:Waleed al-Shehri (عربستانی)، en:Satam al-Suqami (عربستانی).

### پرواز شماره ۱۷۵ یونایتد ایرلاینز: برج‌های تجارت جهانی، برج جنوبی
هواپیماربایان: en:Marwan al-Shehhi (اماراتی)، en:Fayez Banihammad (اماراتی)، en:Mohand al-Shehri (عربستانی)، en:Hamza al-Ghamdi (عربستانی)، en:Ahmed al-Ghamdi (عربستانی).

### پرواز شماره ۷۷ امریکن ایرلاینز: پنتاگون
هواپیماربایان: en:Hani Hanjour (عربستانی)، en:Khalid al-Mihdhar (عربستانی)، en:Majed Moqed (عربستانی)، en:Nawaf al-Hazmi (عربستانی)، en:Salem al-Hazmi (عربستانی).

### پرواز شماره ۹۳ خطوط هوایی یونایتد
هواپیماربایان: زیاد جراح (لبنانی)، en:Ahmed al-Haznawi (عربستانی)، en:Ahmed al-Nami (عربستانی)، en:Saeed al-Ghamdi (عربستانی).